# Материалистическая диалектика
Материалисти́ческая диале́ктика — метод научного познания, материалистическое понимание метода Гегеля.

В. И. Ленин же видит в диалектике прежде всего универсальный метод, активную форму мышления К. Маркса и Ф. Энгельса, действительную логику развития понятий в ходе конкретного исследования тех конкретных областей действительности…
— Э. В. Ильенков, Диалектика и мировоззрение, «Материалистическая диалектика как логика», Алма-Ата, 1979, c. 103—113
Термин употребляется в значении научного метода, на основе которого возникает мировоззрение диалектического материализма, и потому также используется в качестве синонима диалектического материализма.
Второе значение термина — одна из наук, изучающая теоретическое мышление. В этом значении материалистическая диалектика употребляется в смысле «диалектики как логики», являясь материалистическим аналогом «Науки Логики» Гегеля.
Законы материалистической диалектики  были составным элементом официальной доктрины советской академической науки. При этом вплоть до середины 1950-х годов изучались только два из трёх законов диалектики, поскольку они были упомянуты в книге «Об основах ленинизма» И. Сталина, а третий закон (отрицания отрицания) у него не упоминался.

## Предыстория
Материалистическая диалектика наследует гегельянству и предшествовавшей немецкой классической философии.

Мой метод исследования не тот, что у Гегеля, ибо я — материалист, а Гегель — идеалист. Гегелевская диалектика является основной формой всякой диалектики, но лишь после очищения её от мистической формы, а это-то как раз отличает от неё мой метод.
— К. Маркс, письмо Кугельману

Маркс и я были единственными, которые из немецкой идеалистической философии спасли сознательную диалектику, перенеся её в материалистическое понимание природы и истории.
— Ф. Энгельс, Анти-Дюринг

## Материалистическая диалектика как метод
Диалектический материализм — это философская методология, основанная на принципах диалектики, которая стремится анализировать развитие природы, общества и мышления. Этот метод акцентирует внимание на противоречиях и их разрешении как двигателе развития. В основе метода лежат следующие принципы:
- Диалектический подход: подчеркивает, что все явления и процессы изменчивы, они не статичны, а находятся в постоянном движении и противоречии.
- Материализм: постулирует, что основа мира состоит из материи, идеи и явления возникают из материальной основы.
- Противоречие: рассматривает противоречие как основной механизм развития. Противоречия возникают из внутренних противоположностей в объекте или явлении.
- Единство и борьба противоположностей: противоположности существуют везде и взаимодействуют между собой, создавая условия для изменения и развития.
- Переход количества в качество: процесс развития происходит путем накопления изменений, которые в конечном итоге приводят к качественному переходу.

Этот метод используется для анализа и понимания развития общества, науки и природы с точки зрения взаимосвязанных процессов, противоречий и изменений.

## Материалистическая диалектика как наука
Материалистическая диалектика есть учение о всеобщих законах, которым одинаково подчиняется как развитие мышления, так и развитие действительности. По словам Энгельса, это «наука о всеобщих законах движения и развития природы, человеческого общества и мышления». Однако мышление в марксизме понимается не как лишь психическая субъективная способность, а как процесс отражения действительности (общества и природы). Мышление — это процесс, который осуществляется совокупными усилиями всех наук и исследователей.
Соответственно, всеобщие законы материалистической диалектики («Науки логики» у Гегеля) представляют собой отраженные в человеческой голове всеобщие законы развития действительности. Поэтому диалектика это «наука о всеобщих законах движения и развития природы, человеческого общества и мышления», а не только лишь наука о личном субъективном «мышлении».

…если уж говорить о самой краткой дефиниции, выражающей «специфический предмет марксистской диалектики», то это никак и не просто «всеобщие законы бытия и мышления», а — в самом кратком выражении — всеобщие законы отражения бытия в мышлении.
— Э. В. Ильенков, Диалектика и мировоззрение, «Материалистическая диалектика как логика», Алма-Ата, 1979, c. 103—113
Как наука о всеобщих законах мышления материалистическая диалектика — это логика развития понятий (мышления) в любой конкретной сфере практики и научного познания. Таким образом материалистическая диалектика — это теория человеческого познания, в которой законы мышления понимаются как отраженные, то есть познанные и практикой проверенные законы развития самой действительности.

…специфическое определение предмета марксистской диалектики как особой науки, а не как метода, применяемого к любому предмету во вселенной (эти два смысла слова «диалектика» ни в коем случае путать нельзя!).
Как особая, отдельная наука, стоящая не «над» другими науками, а рядом с ними, как полноправная наука, имеющая свой строго отграниченный предмет, диалектика и есть наука о процессе отражения внешнего мира (природы и истории) в человеческом мышлении.
— Э.В. Ильенков, Диалектика и мировоззрение, «Материалистическая диалектика как логика», Алма-Ата, 1979, c. 103-113
Как теория самого познания (высшей формы отражения), материалистическая диалектика является логикой дальнейшего развития научного мировоззрения на основе самих наук, а не некой стоящей над науками философии.

В. И. Ленин и подчеркивает, что суть материалистической диалектики заключается не в том, что она есть совокупность «наиболее общих утверждений» относительно «мира в целом», а в том, что она есть логика развития научного мировоззрения, реализованного К. Марксом и Ф. Энгельсом вовсе не в виде особой «всеобщей теории бытия», а именно в виде научно-материалистического понимания конкретных законов развития общества на определённой конкретно-исторической стадии его развития, — в виде научной политической экономии «Капитала», в виде конкретно сформулированных принципов стратегии и тактики борьбы пролетариата, в виде теоретического понимания закономерностей революционного процесса преобразования товарно-капиталистического общества в социалистическое (в виде того, что В. И. Ленин называет «научным социализмом»). В этих совершенно конкретных результатах теоретического исследования, осуществленного с помощью диалектики как метода исследования, и заключается научно-материалистическое мировоззрение К. Маркса и Ф. Энгельса — мировоззрение, постоянно развивающееся и уточняемое с каждым новым шагом исследования конкретной исторической действительности, с каждым новым открытием в любой области природы и истории. В этом именно видел В. И. Ленин суть материалистической диалектики.
— Э.В. Ильенков, Диалектика и мировоззрение, «Материалистическая диалектика как логика», Алма-Ата, 1979, c. 103-113

### Три закона диалектики
Согласно материалистической диалектике, простейшие части диалектического движения мысли, изложенные Гегелем в «Феноменологии духа», отражают собой диалектический характер движения в самой природе. Именно поэтому развитие истории мира в целом, абстрактно, мировоззренчески описано Энгельсом наиболее общими чертами в виде так называемых трёх законов диалектики:
- Закон единства и борьбы противоположностей.
- Закон перехода количественных изменений в качественные.
- Закон отрицания отрицания.

…диалектические формулы не следует превращать в «априорные схемы», подменяя ими исследование конкретных процессов и явлений действительности. Этот первородный грех идеалистической диалектики разделяют с Гегелем и корифеи «диамата» (Ильенков называет три имени: Плеханов, Сталин и Мао Цзэдун). Как следствие, марксистская диалектическая логика вырождается в онтологию — в сумму примеров и силлогизмов, где в роли большой посылки выступает тот или иной «всеобщий закон диалектики», а в роли малых посылок — данные опыта и «частных» наук.

#### Единство и борьба противоположностей
Первый закон диалектики показывает, что противоречия объективны и являются внутренними источниками развития большинства систем.
Противоположности — это такие стороны, которые всегда исключают друг друга, дополняют друг друга и находятся в неразрывном единстве. Пример: свет и тьма, добро и зло.
Основой всякого развития, с точки зрения Энгельса, является борьба противоположных сторон. При раскрытии действия этого закона он подчеркивал существование связи и взаимодействия между противоположностями, доказывая, что они движущиеся, взаимосвязанные и взаимодействующие, и что эта взаимосвязь выражается в том, что каждая из них имеет собственную противоположность.
Другой стороной диалектических противоположностей является взаимное отрицание сторон, именно поэтому стороны единого целого суть противоположности, они находятся не только в состоянии взаимосвязи, но и во взаимоотрицании. Именно такого рода взаимоотношения противоположностей Гегель назвал противоречиями. «Противоречие есть корень всякого движения и жизненности: лишь поскольку нечто имеет в самом себе противоречие, оно движется, обладает импульсом и деятельностью». Хотя сам Гегель не был до конца последователен и пришёл к выводу о необходимости примирения, нейтрализации противоречия.
Единство и борьбу противоположностей в физических процессах можно проиллюстрировать на примере принципа корпускулярно-волнового дуализма, согласно которому любой объект может проявлять как волновые, так и корпускулярные свойства. В биологической эволюции именно путём борьбы наследственности и изменчивости происходит становление новых форм жизни.
Разрешение любых противоречий представляет собой скачок, качественное изменение данного объекта, превращает его в качественно иной объект, отрицающий старый.

#### Переход количественных изменений в качественные
Во втором законе диалектики Энгельс определяет категории качества, количества и меры.
Качество — это внутренняя определённость предмета, явление, которое характеризует предмет или явление в целом. Качество — это первая непосредственная определённость бытия.
Количество есть определённость, «безразличная для бытия» — внешняя определённость вещи. Качество и количество не могут существовать вне зависимости друг от друга, так как любая вещь или явление определяется и качественной характеристикой и количественными показателями.
«Демонстрацией» качественной и количественной определённости выступает мера, то есть соотношение показателей, своеобразное равновесие. Нарушение меры меняет качество и превращает одну вещь в другую, или одно явление в другое. Происходит перерыв постепенности, или качественный скачок — это всеобщая форма перехода от одного качественного состояния к другому.
Классическим примером перехода от количественных изменений к качественным являются изменение агрегатного состояния, например: лёд — вода — пар. По мере нагревания льда сначала происходит количественное изменение — рост температуры. При 0 °C, несмотря на продолжение нагревания, температура льда перестаёт расти, лёд постепенно превращается в воду. Это уже изменение качества. Дальнейшее нагревание воды опять вызывает сначала количественные (рост температуры), а затем и качественные (постепенное превращение в пар при 100 °C) изменения.

#### Отрицание отрицания
Третий закон диалектики отражает цикличность процесса развития и его направленность. Процесс развития носит возвратно-поступательный повторяемый характер, но восходящий тренд формирует спиралевидную форму.
Отрицание отрицания означает, что переход из одного качественного состояния в другое произошел после преодоления старого качества и вторичного принятия в новом виде того, что было накоплено на предшествующей ступени.
Пример отрицания отрицания в формальной логике: «Это верно»; «Это неверно»; «Это не неверно». Последнее суждение — отрицательное, но в другом отношении, оно равнозначно утвердительному.
Пример действия закона отрицания отрицания из математики, приводимый Энгельсом: возьмём положительное число a, подвергнем его отрицанию и получим −a (минус a). Если же мы подвергнем отрицанию это отрицание, помножив −a на −a, то получим +a² (a в квадрате), то есть первоначальную положительную величину, но на более высокой ступени.
Другим примером действия закона отрицания отрицания является процесс взаимного отрицания атомистической и континуалистической концепций картины мира в течение столетий, начиная с античности. Этот процесс завершился в современной физике возвратом к идее неделимости, понимаемой как индивидуальность данного физического объекта и фундаментальных свойств элементарных частиц.

### Диалектическая триада
В материалистической диалектике распространена так называемая диалектическая триада «тезис — антитезис — синтез». Под «тезисом» подразумевается некоторая идея, теория или движение.
В качестве оппозиции к себе, тезис, вызывает негативное утверждение — «антитезис». Противоположность тезиса и антитезиса продолжается до тех пор, пока не находится такое решение, которое выходит за рамки и тезиса, и антитезиса, признавая, однако, их относительную ценность и пытаясь сохранить достоинства и избежать недостатков.
Это решение, являющееся третьим диалектическим шагом, называется «синтезом». Однажды достигнутый синтез, в свою очередь, может стать первой ступенью новой диалектической триады.